# Lyngsta fritidsområde
Lyngsta fritidsområde är en bebyggelse sydväst om Västra Styran soch Lyngsta i Sorunda socken i Nynäshamns kommun. Från 2015 avgränsar SCB här en småort.